# Сосновый Бор (Бурятия)
Сосно́вый Бор (Улан-Удэ-40) (бур. Нарһан Тужын Бага Хороо) — бывший обособленный военный городок в 20 км к востоку от центральной части столицы Республики Бурятия — города Улан-Удэ. Гарнизон расформирован и снят с учёта Министерства обороны РФ. С октября 2011 года городок исключён из перечня обособленных населённых пунктов Вооружённых сил РФ и открыт для посещений. Правовой статус Соснового Бора неясен, но планируется ввести его в состав городского округа Улан-Удэ.
Городок имеет современную архитектурную застройку с полным комплексом социально-бытовых удобств. Имеются военный госпиталь, поликлиника, спортивный комплекс, средняя школа, два детских сада, гарнизонный Дом офицеров, Дом детского творчества, отделение связи, банно-прачечный комбинат, комбинат бытового обслуживания, две гостиницы.
В 1990 году в городке проживало 8500 жителей в 180 домах и квартировалось до 2000 военнослужащих.
В августе 2011 года в Сосновом Бору проходили переговоры президента России Д. А. Медведева с руководителем КНДР Ким Чен Иром.
С 2011 года здесь дислоцируется 102-я отдельная бригада материально-технического обеспечения (в/ч 72155) 36-й общевойсковой армии. Рядом находится одноимённый военный полигон Восточного военного округа.
19 января 2018 года в 9:35 по местному времени произошло нападение на школу № 5. Девятиклассник бросил коктейль Молотова в кабинет, где находились ученики 7 класса, и стал бить топором выбегающих людей. Подросток попытался покончить с собой, ударив себя ножом и выпрыгнув из окна. Пострадали 7 человек: учительница, 5 учеников 7 класса и сам нападавший.